# Татарновицька волость
Татарновицька волость — історична адміністративно-територіальна одиниця Овруцького повіту Волинської губернії Російської імперії з центром у селі Татарновичі.
Станом на 1885 рік складалася з 22 поселень, 12 сільських громад. Населення — 9938 осіб (5000 чоловічої статі та 4938 — жіночої), 433 дворових господарств.
|                     | Площа, десятин | У тому числі орної, дес. |
| ------------------- | -------------- | ------------------------ |
| Сільських громад    | 9442           | 5837                     |
| Приватної власності | 22091          | 8716                     |
| Казенної власності  | —              | —                        |
| Іншої власності     | 99             | 65                       |
| Загалом             | 31632          | 14618                    |

Основні поселення волості:
- Татарновичі (пол. Tatarnowicze[2])  — колишнє власницьке село за 35 верст від повітового міста, 630 осіб, 64 дворових господарств, православна церква, постоялий будинок. За 5 верст — село різночинців Ходаки із 926 мешканцями й православною церквою. За 5 верст — село залізний завод із водяним млином Рудня Кам'янка.
- Гута Генренихівка — колишнє власницьке село, 75 осіб, 10 дворових господарств, скляний завод.
- Кам'янське — колишнє власницьке село при струмкові Москва, 70 осіб, 16 дворових господарств, православна церква, школа, постоялий будинок, 2 лавки, шкіряний завод.
- Липляни — колишнє власницьке село при струмкові Москва, 343 особи, 28 дворових господарств, православна церква, постоялий будинок.
- Межирічка — колишнє власницьке село при річці Уж, 403 особи, 36 дворових господарства, православна церква, водяний млин.
- Михайлівка — колишнє власницьке село при річці Гриначівка, 315 осіб, 32 дворових господарства, православна церква, постоялий будинок.
- Обиходи — колишнє власницьке село при річці Олешня, 610 осіб, 71 дворове господарство, православна церква, каплиця, постоялий будинок, лавка.
- Плещівка — колишнє власницьке село, 96 осіб, 13 дворових господарств, католицька каплиця.
- Сарновичі — колишнє власницьке село, 550 осіб, 60 дворових господарств, постоялий будинок.